# Daniel Lysons

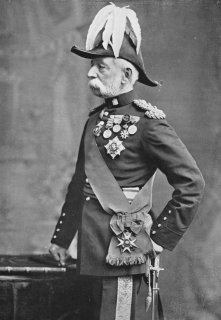
Daniel Lysons

Sir Daniel Lysons, GCB (* 1. August 1816 in Rodmarton, Tetbury, Gloucestershire; † 29. Januar 1898 in 22 Warwick Square, Belgravia, London) war ein britischer Offizier der British Army. Er kämpfte im Krimkrieg und war, als General, zwischen 1880 und 1883 Oberkommandierender des Kommandos Aldershot. 

## Leben

### Familiäre Herkunft, Offiziersausbildung und Offizier

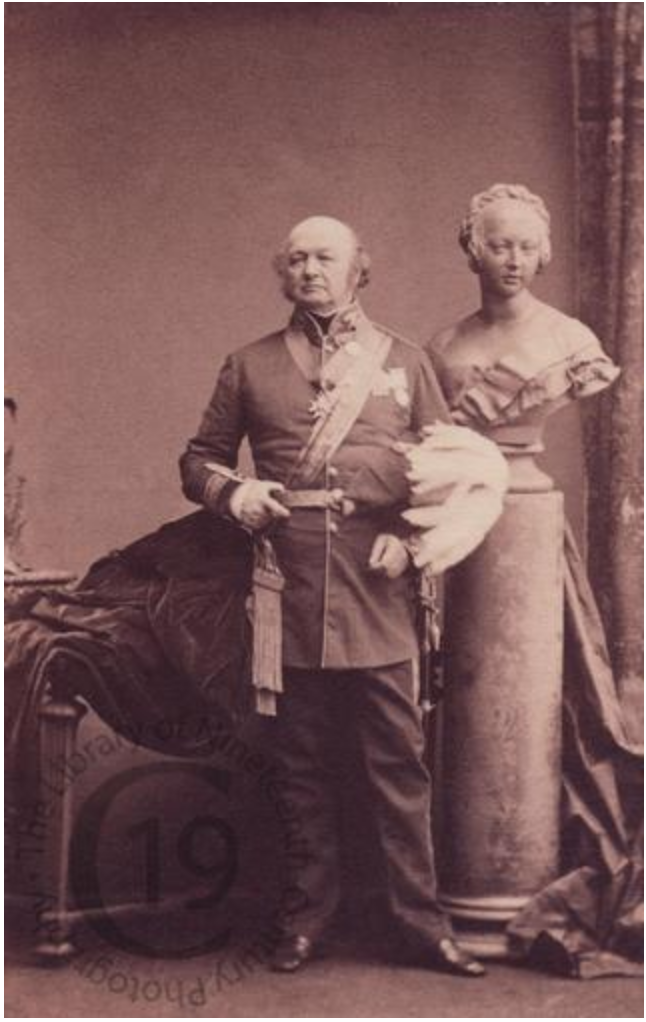
Lyson war während des kanadischen Aufstands (Lower Canada Rebellion) 1837 im Stab des stellvertretenden Generalquartiermeisters, Oberst Charles Stephen Gore, tätig.

Daniel Lysons war der zweite Sohn von Reverend Daniel Lysons, einem bekannten Altertumsforscher und Lokalhistoriker, und dessen zweiter Ehefrau, Josepha Catherine Susanna Cooper. Er wurde an der Schule von Reverend Harvey Marryat in Bath und zwischen 1829 und 1832 an der Shrewsbury School unterrichtet, wo er zweimal Jungen vor dem Ertrinken rettete. Er verbrachte von 1832 bis 1833 zwei Jahre in Nîmes, um die Französische Sprache zu lernen. Am 26. Dezember 1834 erhielt er durch Kauf ein Offizierspatent als Ensign des 1st Regiment of Foot (Royal Scots) und trat im Februar 1835 dem Regiment in Athlone bei. Er ging mit diesem 1836 nach Niederkanada. Am 23. August 1837 wurde er Lieutenant und war aufgrund seiner Fähigkeiten als Zeichner während des kanadischen Aufstands (Lower Canada Rebellion) im Stab des stellvertretenden Generalquartiermeisters, Colonel Charles Stephen Gore, tätig. Er nahm an der Schlacht von Saint-Denis-sur-Richelieu am 23. November 1837 sowie der Schlacht von Saint-Eustache am 14. Dezember 1837 teil und wurde im Kriegsbericht erwähnt (Mentioned in dispatches). Vom 1. Dezember 1837 bis zum 12. Juli 1841 war er stellvertretender Assistierender Generalquartiermeister und mit der Unterstützung von Linienoffizieren vermaß er einen Großteil der Grenze. Als begeisterter Jäger schilderte er 1896 in seinen Early Reminiscences sein Leben in Kanada und insbesondere die Elchjagd.
Am 29. Oktober 1843 verließ Lysons mit einem Teil der Royal Scots Québec in Richtung British West Indies mit dem Truppentransporter Premier, der sechs Tage später in der Chatte Bay am rechten Ufer des Sankt-Lorenz-Strom zerstört wurde. Er war aktiv dabei, die an Bord befindlichen Personen zu retten, und als er zur Hilfe nach Québec zurückgeschickt wurde, legte er in viereinhalb Tagen eine Acht-Tages-Strecke von 300 Meilen zurück. Seine Bemühungen wurden im Kriegsbericht erwähnt und er wurde am 29. Dezember 1843 als Captain by Purchase als Kompaniechef mit der Führung einer Kompanie des 3. Westindien-Regiments (3rd West India Regiment) belohnt. Er ging im Frühjahr 1844 von England nach Westindien und erhielt das Kommando über die Truppen in Tobago, aber bereits am 24. Mai 1844 wurde er zum 23rd Regiment of Foot (Royal Welsh Fuzileers) versetzt und dann in Barbados stationiert. Dort war er vom 3. November 1845 bis zum 15. März 1847 Brigade-Major, als er sein Regiment nach Halifax, begleitete. Er kehrte im Herbst 1848 mit seinem Regiment nach England zurück und war vom 18. Juni bis zum 21. August 1849 Stadtmajor in Portsmouth und entwickelte dort ein militärisches Camping- und Kochsystem. 

### Stabsoffizier und Krimkrieg

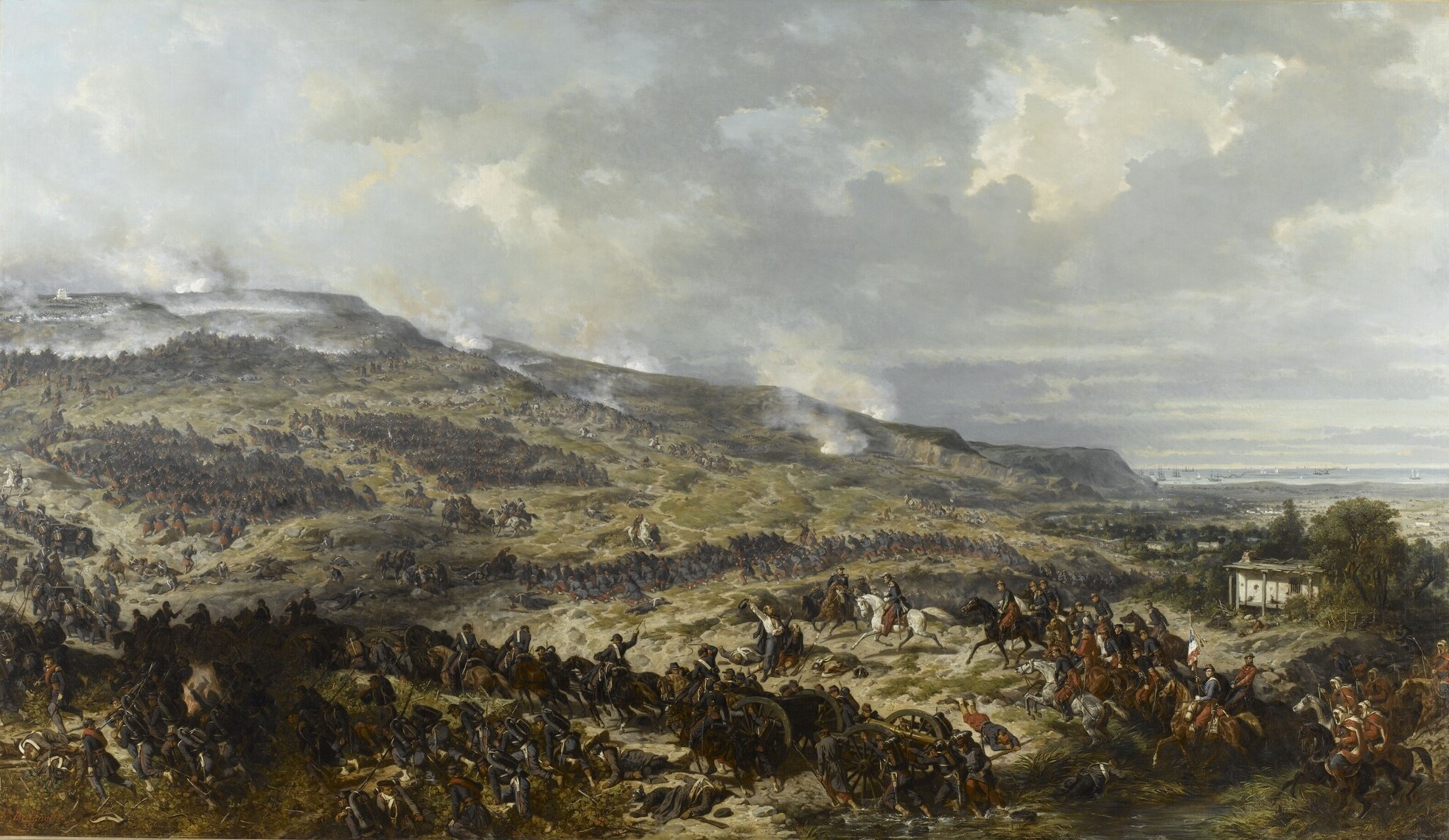
Schlacht an der Alma am 20. September 1854 (Gemälde von Hippolyte Bellangé, 1855).

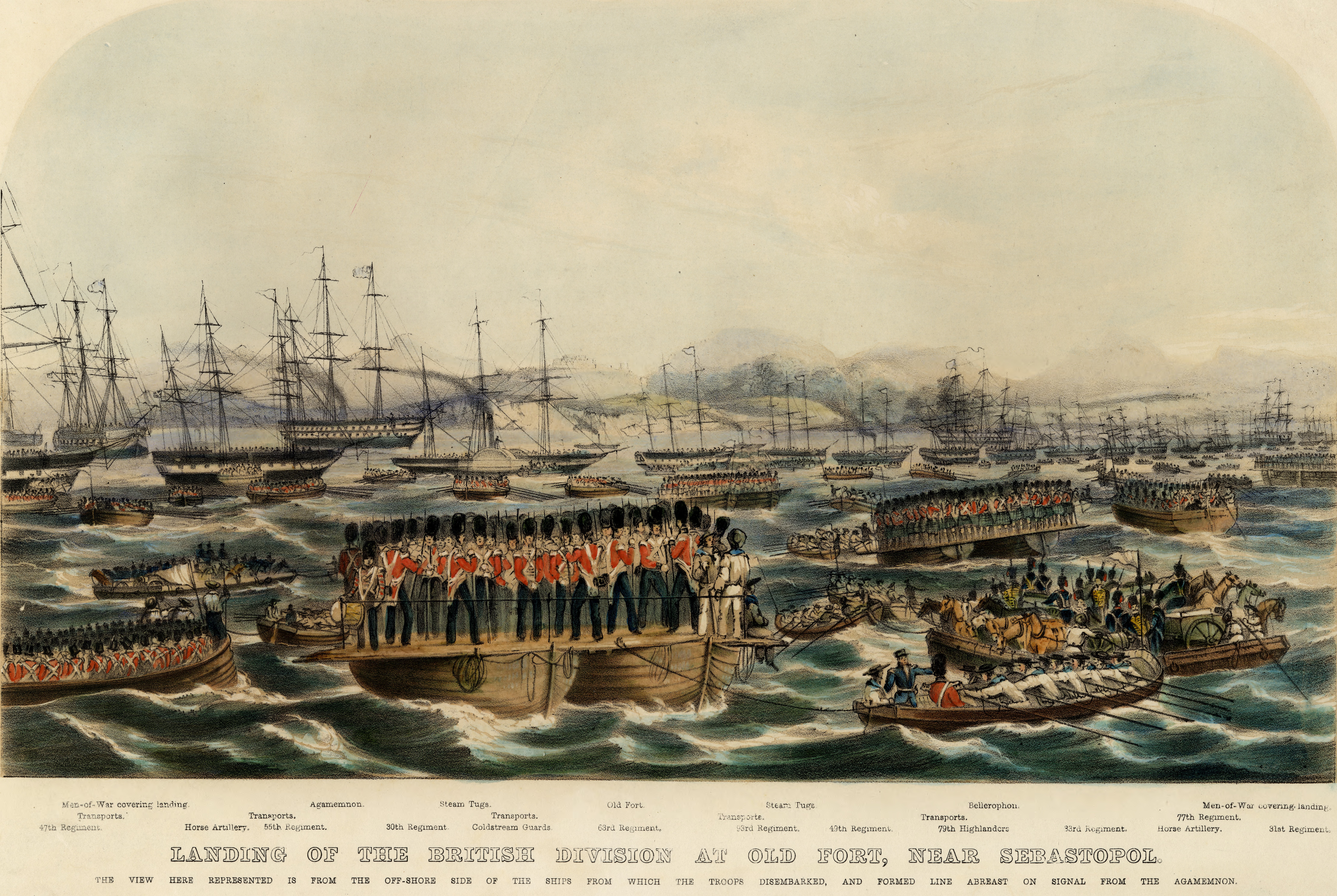
Landung der britischen Division in Sewastopol.

Am 3. August 1849 wurde er durch Kauf zum Major befördert, trat seinem Regiment in Winchester wieder bei und diente mit ihm während der nächsten fünf Jahre in Plymouth, Liverpool, Chester und Parkhurst auf der Isle of Wight. Im April 1854 schiffte er sich mit dem 23rd Regiment of Foot ins Osmanische Reich ein und landete im September 1854 als erster britischer Soldat auf der Krim. Das 23rd Regiment of Foot war während des Krimkrieges Teil der 1. Brigade der Leichten Division (Light Division). In der Schlacht an der Alma am 20. September 1854 verlor die Brigade über 200 Offiziere und Männer, einschließlich ihres Kommandanten. Kurz vor der Schlacht trat Lysons der 2. Division als stellvertretender Generaladjutant bei. Am 21. September 1854 wurde er zum Lieutenant-Colonel befördert und kehrte zurück, um das Kommando über sein Regiment zu übernehmen. Er war bei der Schlacht bei Inkerman am 5. November 1854 anwesend, obwohl er an Fieber litt. Während der Belagerung von Sewastopol befehligte er beim Angriff vom 18. Juni 1855 die Unterstützung der von seiner Brigade gestellten Kolonne. Er wurde am Knie verwundet, brachte aber die Brigade außer Gefecht und befehligte sie eine Zeit lang. Beim zweiten Angriff am 8. September 1855 führte er einen Angriff auf die rechte Flanke der Festung und wurde am Oberschenkel schwer verwundet. Am 25. Oktober 1855 erhielt er das Kommando über die 2. Brigade der Leichten Division und behielt dieses bis Kriegsende. Er wurde abermals im Kriegsbericht erwähnt und erhielt am 17. Juli 1856 den Brevet-Rang eines Colonel. Ferner wurde er für seine Verdienste am 5. Juli zum Companion des Order of the Bath (CB) ernannt. Des Weiteren wurde er als Offizier der französischen Ehrenlegion und mit dem Mecidiye-Orden Dritter Klasse ausgezeichnet.
Lysons kehrte im Juli 1856 nach England zurück und übernahm wieder den Posten als Kommandeur des 23rd Regiment of Foot. Am 16. Januar 1857 wechselte er zum Linieninfanterieregiment 25th (The King’s Own Borderers) Regiment of Foot und wurde ab dem 24. November 1856 unter Halbsold vom regulären Dienst freigestellt, nachdem er am 5. November 1856 zum Assistierenden Generaladjutanten (Assistant Adjutant-general) im Hauptquartier ernannt worden war. In diesem Amt war er mit der Überarbeitung des Infanterieexerzierbuches und dessen Anpassung an die Bedürfnisse der Freiwilligen beschäftigt. Er bereitete auch Instructions for Mounted Rifle Volunteers (Anweisungen für berittene Schützenfreiwillige, 1860) vor. Am 6. Dezember 1861 wurde er im Zusammenhang mit der sogenannten „Trent-Affäre“, ein diplomatischer Zwischenfall im November 1861, der beinahe zum Kriegseintritt Großbritanniens auf Seiten der Konföderierte Staaten von Amerika im Sezessionskrieg geführt hätte, nach Kanada geschickt und war vom 27. August 1862 bis zum 30. September 1867 stellvertretender Generalquartiermeister (Deputy Quartermaster-General). Dies gab ihm die Gelegenheit, die Grenzvermessungen, an denen er als junger Offizier gearbeitet hatte, auszuweiten. Er war 1862 Mitglied der Kommission für die kanadische Verteidigung (Commission on Canadian Defence), die imperiale Anliegen vertrat und die sich im März 1862 für das alte stationierte Milizsystem aussprach, aus dem eine effektive Verteidigungstruppe ausgebildet werden konnte.

### Aufstieg zum General und Konstabler des Towers

General Lysons war zwischen 1890 und 1898 Konstabler des Towers.

Nach seiner Rückkehr war Daniel Lysons zwischen Juli 1868 und April 1869 Kommandeur der 2. Infanteriebrigade auf Malta und wurde in dieser Verwendung am 27. Dezember 1868 zum Major-General befördert. Anschließend war er von April 1869 bis Juli 1872 Kommandeur der 1. Brigade in der Garnison Aldershot sowie daraufhin als Nachfolger von Generalmajor George Jackson Carey zwischen Juli 1872 und seiner Ablösung durch Major-General Sir Henry de Bathe im Juli 1874 Befehlshaber des Militärbezirks Nord (General Officer Commanding, Northern District). Ein von ihm entwickeltes System wurde 1875 von der zuständigen Heeresbehörde als Infantry Piquets herausgegeben.
Daraufhin fungierte Lysons als Nachfolger von General Sir Charles Ellice vom 1. April 1876 bis zu seiner Ablösung durch General Sir Garnet Wolseley am 30. Juni 1880 als Generalquartiermeister (Quartermaster-General) im Hauptquartier. In dieser Funktion wurde er zum Lieutenant-General befördert und am 2. Juni 1877 zum Knight Commander des Order of the Bath (KCB) geschlagen, so dass er fortan das Prädikat „Sir“ führte. Am 25. August 1878 wurde er des Weiteren Colonel of the Regiment des Linieninfanterieregiments Sherwood Foresters (Derbyshire Regiment) und schließlich auch Honorary Colonel des 1. Freiwilligenbataillons des Infanterieregiments The Royal Fusiliers (City of London Regiment).
Daniel Lysons, der am 14. Juli 1879 zum General befördert wurde, wurde am 1. Juli 1880 als Nachfolger von General Sir Thomas Montagu Steele Oberkommandierender des Kommandos Aldershot (General Officer Commanding-in-Chief, Aldershot Command). Auf diesem Posten blieb er bis zum 1. August 1883 und wurde daraufhin von General Sir Archibald Alison, abgelöst. Er selbst schied daraufhin aus dem aktiven Militärdienst aus und wurde mit Erreichen der Altersgrenze von 67 Jahren auf die Ruhestandsliste (Retired List) gesetzt. Am 29. Mai 1886 wurde er zum Knight Grand Cross des Order of the Bath (GCB) erhoben. Als Nachfolger des am 14. Januar 1890 verstorbenen Field Marshal Robert Napier, 1. Baron Napier of Magdala wurde er am 4. März 1890 zum Konstabler des Towers (Constable of the Tower) ernannt und behielt dieses Ehrenamt ebenfalls bis zu seinem Tode am 29. Januar 1898, woraufhin General Sir Frederick Stephenson zu seinem Nachfolger berufen wurde.
1856 heiratete Lysons Harriet Sophia Bridges, Tochter von Charles Bridges. Sie starb 1864 und 1865 heiratete er Anna Sophia Biscoe Trittont, Tochter von Reverend Robert Trittont. Mit seiner ersten Frau hatte er vier Söhne, von denen der zweite, Henry Lysons, als Leutnant des Schützenregiments Scottish Rifles und Ordonnanzoffizier von Colonel Evelyn Henry Wood das Victoria-Kreuz in der Schlacht von Hlobane im Zulukrieg von 1879 erhielt. Lysons starb am 29. Januar 1898 in seiner Residenz, 22 Warwick Square, Belgravia, London, und wurde in Rodmarton begraben. Energiegeladen bis zuletzt, hatte er einen Monat zuvor in der Tageszeitung The Times vom 17. Dezember 1897 über die Armeereform geschrieben.

## Veröffentlichungen
- Instructions for Mounted Rifle Volunteers, 1860.
- Infantry Piquets, 1875.
- The Crimean War from first to last, 1895.
- Early Reminiscences, 1896.

## Hintergrundliteratur
- R. Broughton-Mainwaring, R. Cannon (Hrsg.): Historical record of the Royal Welch fusiliers, late the twenty-third regiment, or, Royal Welsh fusiliers. In continuation of the compilation. 1889.
- J. E. Auden (Herausgeber): Shrewsbury School register, 1734–1908. 1909.
- C. Hibbert: The destruction of Lord Raglan. 1961.
- A. D. Lambert: The Crimean War. British grand strategy, 1853–56. 1990.
- I. Knight: Brave men’s blood. The epic of the Zulu War, 1879. 1990.